# Siheng Song
Siheng Song, né en 1982 à Shanghai, est un jeune pianiste chinois résidant en France.

## Biographie
Il a obtenu un diplôme de concert à l'École normale de musique Alfred-Cortot de Paris et a été élève d'Olivier Gardon au Conservatoire national supérieur de musique de Paris. En 2004, il a remporté le premier grand prix du Concours Marguerite Long - Jacques Thibaud. Une distinction qui l'a inséré dans le cercle restreint des grands pianistes internationaux puisqu'elle n'a été accordée qu'une dizaine de fois dans l'histoire de cette prestigieuse compétition, à des artistes aussi réputés que
Samson François, Aldo Ciccolini, Ventsislav Yankoff, Victor Eresko, Peter Frankl, Midori Nohara, Pascal Rogé, Cédric Tiberghien et Dong-Hyek Lim.
Il donne des récitals et des concerts en Europe, Amérique du Nord, Afrique du Nord et Asie. De même que dans des festivals comme La Roque-d'Anthéron, Beethoven festival à Bonn, Chopin festival à Doszniki, Ruhr festival...
Il s'est d'ores et déjà produit dans de grandes salles comme Suntory hall, Sumuda Thriphony hall à Tokyo, NHK Hall à Osaka, Théâtre du Châtelet, Théâtre Mogador, Salle Pleyel, Salle Gaveau et Salle Cortot à Paris, Victoria Hall à Geveva, Beethoven-Haus, Dworek Chopina, Shanghai Concert Hall, Shanghai Grand Theatre, Shanghai Esteran Art Centre, Beijing Poly Hall...
En solo ou avec des orchestres comme l'Orchestre philharmonique de Radio France, l'Orchestre national d'Île-de-France, l'Orchestre National de Lille, l'Orchestre philharmonique de Monte-Carlo, l'Orchestre de chambre de Toulouse, l'Orchestre de la Suisse romande, le Nouvel orchestre philharmonique du Japon, le Kansai Symphony Orchestra, l'Orchestre de Chine, le Shanghai Philharmonic, le Shanghai Symphony Orchestra, le China Symphony Orchestra, le Beijing Symphony Orchestra, le Macau Symphony Orchestra, le Kansai Symphony Orchestra, l'Orchestre philharmonique du Maroc, le Pomorska Philharmonic. Avec des chefs prestigieux dont Marek Janowski, James Judd, Jean-Claude Casadesus, Moshe Atzmon.
Cette année, il a été invité comme membre du Jury du 8e Grand Prix de Animato de Paris de la compétition internationale de piano et de la Compétition internationale du Maroc. Siheng Song est ainsi devenu l'un des jurys les plus jeunes des compétitions internationales de piano.